# Bad Blumau
Bad Blumau è un comune austriaco di 1 594 abitanti nel distretto di Hartberg-Fürstenfeld, in Stiria.